# محمد يحيى (ممثل)
محمد يحيى (29 يونيو 1953 -) هو ممثل مصري،

## حياته ونشأته
من مواليد عام 1953م، بدأ حياته الفنية في سن مبكرة بمشاركته وهو طفل في بعض الأعمال الفنية مثل (الشيطان الصغير)، قدم مجموعة من الأعمال الفنية ومنها (حديث المدينة، الحفيد، شلة مراهقين)